# Cainsa
Cainsa est une ville de l'Uruguay située dans le département d'Artigas. Sa population est de 355 habitants.

## Géographie
Cainsa est située dans le secteur 7, 15 km au sud de la ville de Bella Unión.

## Population
| Année | Population |
| ----- | ---------- |
| 2004  | 420        |
| 2011  | 355        |

,